# Habroscelimorpha dorsalis dorsalis
Habroscelimorpha dorsalis dorsalis – podgatunek chrząszcza z rodziny biegaczowatych i podrodziny trzyszczowatych.
Takson ten opisany został w 1817 roku przez Thomasa Saya jako gatunek Cicindela dorsalis. Później włączono do niego kilka taksonów w randze podgatunków i takson opisany przez Saya odpowiada podgatunkowi nominatywnemu.
Chrząszcz ten osiąga od 13 do 15 mm długości ciała. Głowa o nagich nadustku, czole i policzkach. Warga górna jest szeroka i opatrzona pojedynczym ząbkiem. Brawa głowy i przedplecza jest zielonkawomosiężna. Białe plamy na pokrywach zlewają się ze sobą pozostawiając jedynie po trzy ciemnomosiężne, zakrzywione linie na każdej. Kształt pokryw u samców podłużno-owalny, u samic owalny z pojedynczym szpicem. Spód ciała mosiężny z bokami pokrytymi gęstym, białym owłosieniem. Odnóża bardzo długie. Poszczególne populacje w kierunku z północy na południe mają coraz mniejsze rozmiary ciała i ciemniejsze ubarwienie.
Trzyszczowaty ten żyje na piaszczystych plażach. Larwy rozwijają się w norkach głębokości 30–46 cm.
Historycznie chrząszcz ten podawany był ze stanów Connecticut, Delaware, Maryland, Massachusetts, New Jersey, Nowy Jork, Pensylwania, Rhode Island i Wirginia. Z powodu rekreacyjnego rozwoju plaż, poruszania się po nich pojazdami oraz wprowadzenia sztucznych zabezpieczeń, zasięg tego podgatunku został ograniczony do zaledwie dwóch stanowisk: Marthas′ Vineyard w Massachusetts oraz wybrzeży Chesapeake Bay w stanach Wirginia i Maryland. W związku z tym umieszczony został jako zagrożony na liście federalnej i jego odłów jest nielegalny.